# Alla bara försvinner
Alla bara försvinner är en svensk dokumentärfilm från 2004. Filmen hade festivalpremiär den 24 januari 2004 och sverigepremiär den 21 maj 2004. Den var då två minuter längre än originalversionen.

## Handling
Filmen handlar om dagen då det riktiga livet börjar, studenten.